# Вплив пандемії COVID-19 на індіанські племена та племінні спільноти
Вплив пандемії COVID-19 на корінні американські племена та племінні громади був серйозним і підкреслював нерівність в корінних американських громадах порівняно з більшістю американського населення. Пандемія посилила наявні проблеми в сфері охорони здоров'я, інші економічні і соціальні диспропорції між корінними американцями з іншими расовими та етнічними групами в США. Поряд із чорношкірими американцями, латиноамериканцями та тихоокеанцями, рівень смертності серед корінних американців від COVID-19 був удвічі більшим, ніж серед білих та азійських американців, причому корінні американці мали найвищий рівень смертності серед усіх расових та етнічних груп у країні. Станом на 5 січня 2021 р. смертність серед корінних американців від COVID-19 становила 1 на 595 або 168,4 смертей на 100 000, проти 1 на 1030 для білих американців та 1 на 1670 для азійських американців. До пандемії корінні американці вже мали підвищений ризик інфекційних захворювань та смертності, ніж будь-яка інша група в США.

## Передумови

### Допандемічні умови
Багато корінних американців живуть в умовах обмеженого простору та з кількома поколіннями в одному домогосподарстві, створюючи труднощі для соціального дистанціювання та ізоляції в домогосподарствах. Крім тісноти, багато корінних американців живуть в племінних резерваціях, які, як правило, мають незадовільне житло.
Інші проблеми, з якими стикаються корінні американці, це обмежений доступ до води, нестача продовольства, відсутність телефонного зв'язку, діти не відвідують школи, де б їх могли забезпечити сніданками та обідами. За даними Фонду сім'ї Кайзера, дані «вказують на те, що більшість американських індіанців / корінних жителів Аляски менше навчаються  і в три рази частіше живуть в бідності та не мають страховки, в порівнянні з населенням США в цілому».
На додаток до вищезазначених труднощів, з якими стикаються люди, які живуть в племінних резерваціях, це відсутність доступу до медичних послуг та закладів охорони здоров’я, що також послужило поширенню пандемії. Служба охорони здоров'я індіанців, яка надає медичну допомогу 2,2 мільйонам членів племінних спільнот Америки, до пандемії вже мала недостатнє фінансування і не мала достатньої кількості кадрів. За словами Кевіна Олліса, який в даний час виконує обов'язки генерального директора Національного конгресу американських індіанців, «IHS має лише 1257 лікарняних ліжок та 36 відділень інтенсивної терапії, і багато людей, охоплених IHS, знаходяться в годині їзди від найближчого закладу IHS».

## Вплив пандемії

### Зміна населення
COVID-19 миттєво став загрозою для здоров'я та виживання корінного населення. За даними центрів з контролю та профілактиці захворювань США (CDC [Архівовано 30 березня 2006 у WebCite]), багато американських індіанців та корінних жителів Аляски майже вдвічі частіше помирають від COVID-19 порівняно з неіспаномовними білими. Населення американських індіанців та корінних жителів Аляски (AIAN) значно зменшилось під час пандемії COVID. Дослідження показало, що «на кожні 100 000 населення 737 людей AIAN померли від COVID-19 проти 105 білих». Корінні громади стикаються з надзвичайно високим рівнем зараження та смертності від COVID-19.

### Культурна криза
Одним з головних наслідків для корінних жителів під час пандемії є культурна криза, оскільки старійшини племен помирають від пандемії. Вірус забрав життя багатьох старійшин із різних племен. За даними The New York Times, COVID вже забрав 4 старійшин у резервації Стендінг-Рок, штат Нью-Йорк. Один із синів сказав: «Від цього захоплює дух. Кількість знань, якими вони володіли, це зв'язок з нашим минулим». Зазвичай старійшини відіграють вирішальну роль у підтримці як формальної, так і неформальної освіти в корінних громадах. Вони успадкували традиції, знання, цінність, культуру для наступних поколінь. Смерть старійшин у корінних племенах поставила під загрозу їхні культурні вірування.

### Загострення диспропорцій у сфері охорони здоров'я
Існувало багато племен корінних американців, які змінювали свій спосіб життя щодо пандемії.
Група Leech Lake з племені Оджибве оприлюднила заяву, відзначивши значний стрибок випадків з 3 до 27 за 2-тижневий період, і це спонукало членів кожного дня носити маски та практикувати методи соціального дистанціювання.
У Центральній Міннесоті група Millie Lacs Band повідомила про 19 випадків підтверджених пацієнтів з COVID-19. Уповноважена з питань охорони здоров'я та соціальних служб групи  Millie Lacs Band  Ніколь Андерсон промовляє: «Я відчуваю, що у нас все гаразд, і ми справляємося, але я вважаю, що величезну частину цієї роботи ми провели на початку, щоб бути готовими до пандемії». Плем'я Millie Lacs Band нещодавно розпочало випадкове тестування членів на антитіла COVID-19, яке вказувало б, чи піддавалася імунна система членів племені раніше впливу іншого члена племені, у якого був вірус, і кращого розуміння того, як швидко поширюється мутація вірусу.
Багато представників корінних народів сильно постраждали від вірусу. У той час як племена наполегливо працювали і нескінченні години робили все, що в їх силах, щоб уповільнити поширення вірусу, згубні наслідки смертельної хвороби завдавали шкоди членам їхніх родин. «У американських індіанців найвища частка випадків, що тягнуть за собою госпіталізацію або необхідність в інтенсивній терапії. У них також найвищий рівень смертності серед тих, у кого позитивний результат тесту на вірус».

### Соціальний вплив
У червні 2020 року корінні американці в Нью-Мексико стали причиною 57 % випадків зараження COVID-19, що становить 11 % населення штату. У жовтні 2020 року у навахо був найвищий рівень смертності від COVID-19, ніж в будь-якому іншому штаті країни: 560 смертей, а на корінних американців у Вайомінгу доводилося 30 % смертей від COVID-19 в штаті. Багато домогосподарств корінних американців живуть на дохід одного або двох членів, переважна більшість робочих місць припадали на сферу послуг. Чимала кількість цих робочих місць були втрачені, коли штати і спільноти закрилися протягом 2020 року.

### Економічний вплив
Пандемія змусила закрити племінні казино, готелі та інші туристичні напрямки, з яких багато племен і племінних спільнот отримували дохід. Більшість із них змогли відновити роботу в 2020 та 2021 роках, з деякими повторними закриттями. Незважаючи на протоколи безпеки, робота багатьох казино призводила до спалахів і збільшення кількості позитивних випадків.
Американська ігрова асоціація створила трекер COVID-19 для надання громадськості інформації про статус усіх племінних та комерційних казино в країні. CDC створив вебсторінку з інформацією для казино про те, коли безпечно знову відкриватися.
У заповіднику "Біла Земля", який розташований в північно-західних регіонах Міннесоти, знаходиться найбільша індіанська резервація у штаті Міннесота. У цьому заповіднику живе багато різних представників племені Оджибве. Що стосується економічних та фінансових наслідків, Комітет з питань резервації виділив допомогу у розмірі понад 8,3 млн доларів для боротьби з COVID-19 членам групи, які входять до складу «Білої Землі». Будь-який член віком від 18 років, який переніс руйнівні наслідки та інші наслідки вірусної пандемії, отримає плату в розмірі 500 доларів США. Для цього конкретного гранту заповідником «Біла Земля» було отримано понад 29 мільйонів доларів США згідно із Законом про допомогу та економічну безпеку (CARES) від коронавірусу.
Місто Меномен працює над тим, щоб забезпечити державну програму грантів, допомогти усім жителям та місцевому бізнесу впоратися із дорогими рахунками через нестачу робочого часу та зменшення доходу від наслідків цієї глобальної пандемії. Місто знаходиться в процесі отримання грантових коштів для фінансування цієї програми для місцевого бізнесу. Підприємства, які постраждали від пандемії, отримали «проміжну позику» від міста, яке встановило 15-місячний термін під 0 %. Це надається будь-якому малому бізнесу, що знаходиться в межах міста Меномен, і фінансування може становити до 6000 доларів, а якщо це малий бізнес, який знаходиться в Фонді заповідника "Білої Землі "— до 3000 доларів.

## Громади, що сильно постраждали
На початку пандемії у навахо були одні з найвищих показників захворюваності на COVID-19 та смертності в країні. Станом на травень 2020 року, навахо мав найвищий позитивний показник тесту — 2230 на 100 000, а серед жителів Нью-Йорка — 1806 на 100 000.  Президент нації навахо Джонатан Нез, заявив, що це збільшення відбулося завдяки збільшенню проведених тестувань, оскільки «Більше 23 791 членів, або 11 % населення нації навахо  пройшли тестування на вірус». До громади навахо Нез сказав: «З кожним днем ми на день ближчі до перемоги над COVID-19. Ми усвідомлюємо це чи ні, але ми перемагаємо у війні з цим вірусом. Нам слід дотримуватися курсу, коли мова заходить про те, щоб залишатися якомога більше вдома, носити маски на публіці, часто мити руки та вживати всіх заходів, для збереження нашого здоров'я та безпеки, особливо для наших старших та дітей».Члени нації навахо мають в цілому 29 968 позитивних випадків COVID-19. Загальна кількість смертей для цього племені становить 1222.  Нація навахо запровадила наказ «Залишатися вдома» та щоденну комендантську годину з 22:00 до 5:00 ранку, що діє до подальшого повідомлення. Оскільки цей наказ діє до квітня 2021 року, «Міністерство охорони здоров'я навахо в понеділок послабило деякі обмеження, обумовлені вірусом, і перейшов до "жовтого статусу". У ресторанах наповнюваність може складати 25 %, на відкритому повітрі — 50 %. Парки можуть працювати на 25 %, але лише для мешканців та співробітників. Казино навахо можуть працювати на 50 % , але лише для мешканців та персоналу».  До 27 квітня кількість хворих різко зменшилася, зафіксовано 5 нових випадків захворювання на COVID-19 та 0 смертей.
У племені  Оджибве, яке є частиною індіанського народу і знаходиться в районі Великих озер в середині літа спостерігався значний приріст захворюваності.

## Реакції

### Реакція племен
У 2020 році Національний комітет охорони здоров'я індіанців створив племінний ресурсний центр COVID-19 для надання інформації корінним американцям, більшість з яких було створено цими ж корінними американцями. Інформація та ресурси на цьому вебсайті включають відео, урядові звіти та вебсайти, створені Тохоно О'одхам, племенем хопі, нацією навахо (включаючи матеріали мовою навахо), племенем Паскуа Які, Комісією з охорони здоров'я американських індіанців штату Вашингтон, і племенами і племінними громадами в Нью-Мексико. Засновано комітети з реагування на надзвичайні ситуації, які повинні бути створені на початку пандемії для планування та підготовки до всіх потенційних потреб пандемії та витримувати координацію між агенціями. Племена також проводили експрес-тестування, щоб допомогти їм дізнатися про умови пандемії, швидкість поширення вірусу, надаючи швидку та просту допомогу позитивним пацієнтам із COVID.
Багато племен та племінних спільнот оприлюднювали статистику COVID-19, профілактичну інформацію, медичні та економічні ресурси на своїх вебсайтах, в тому числі:
- Нація Черокі[29]
- Нація Чокто[30][31]
- Плем'я Хопі[32]
- Нація Маскогі (Creek)
- Нація навахо[33]
- Плем'я Паскуа Які[34]
- Нація Тохоно О'одхам[35]
- Плем'я Оджибве[36]

## Реакція уряду
З прийняттям Закону CARES в березні 2020 року племенами було отримано фінансування в розмірі 100 мільйонів доларів США в рамках гранту на розвиток індіанського співтовариства. Цей грант «фінансує покращення громадських об'єктів, інфраструктури і житлового фонду, а також підтримує економічний розвиток громад американських індіанців та корінних жителів Аляски».
У серпні 2020 року Центри з контролю та профілактики захворювань (CDC) надали 200 мільйонів доларів США «для підтримки племен та племінних організацій у проведенні заходів щодо готовності та реагування на COVID-19, включаючи спостереження, епідеміологію, лабораторні можливості, боротьбу з інфекцією та пом'якшення наслідків».
CDC, Національна індіанська рада з охорони здоров'я та служба охорони здоров'я індіанців (IHS) створили вебсайти та інфографіку, щоб надавати інформацію спеціально для корінних американських племен та племінних спільнот.  IHS створив карту-історію COVID-19, яка відстежує позитивні випадки по районах IHS, включаючи племінні та міські індіанські об'єкти.
Багато  штатів збирали дані про раси тих, хто постраждав від COVID-19, «ще в травні майже половина штатів, які збирали ці дані, не включали народів AI / NA,, замість цього ставлячи їх до категорії "інші". Ці дії десятків штатів призвели до неповних даних протягом перших місяців пандемії щодо наслідків COVID-19 для корінних американців та корінних жителів Аляски.

## Реакція інших установ
На додаток до державних установ, Центр охорони здоров'я американських індіанців школи громадського здоров'я Джонса Хопкінса Блумберга також створив ресурси для надання інформації про COVID-19 корінним американським племенам та племінним громадам. Сюди входять набори для соціальних мереж, радіосценарії та інформаційні бюлетені про соціальне дистанціювання, безпеку вакцин та тестування.

## Розповсюдження вакцини
Високі показники смертності від COVID-19 серед багатьох корінних американських спільнот прискорили розповсюдження вакцини через те, що, за словами президента нації навахо Джонатана Неза, "саме через те, як сильно постраждала нація навахо, ми спостерігали значне зростання проведення вакцинації ". Станом на 26 квітня нація навахо повідомила про щеплення понад половини дорослого населення, випередивши нинішній національний показник у (42,2 %).
В даний час федерально визнано 574 племена, тоді як 245 не мають федерального визнання та доступу до служб охорони здоров'я. Це змусило такі племена, як індіанці чинукі на північному заході Америки, «покладатися на сусідні племена, для вакцинації своїх старших».